# Google Mars
Google Mars – usługa oferowana przez Google umożliwiająca oglądanie zdjęć satelitarnych Marsa. Powstała ona przy współpracy naukowców NASA pracujących w Mars Space Flight Facility, a dane dla serwisu zostały uzyskane przez misje Mars Global Surveyor oraz 2001 Mars Odyssey.
Od 2 lutego 2009 roku aplikacja Google Maps umożliwia obserwację globu Marsa. Dostępne w niej zdjęcia są dużo lepszej jakości. Dodatkowo możliwa jest obserwacja powierzchni planety w trybie 3D